# Aurelius (Nueva York)
Aurelius es un municipio del condado de Cayuga, estado de Nueva York, Estados Unidos. Tiene una población estimada, a mediados de 2023, de 2545 habitantes.

## Geografía
El municipio está ubicado en las coordenadas 42°55′45″N 76°40′06″O / 42.92917, -76.66833 (42.929125, -76.668373).

## Demografía
Según la estimación 2018-2022 de la Oficina del Censo, los ingresos medios de los hogares son de $79 145 y los ingresos medios de las familias son de $100 417. Alrededor del 7.9% de la población está por debajo de la línea de pobreza.